# Milz (Turingia)
Milz (Thüringen) este o comună din landul Turingia, Germania.